# 仇子明
仇子明（1982年—），男，中华人民共和国江苏省南京市人，法学硕士，前新闻记者。2010年因凯恩事件成为舆论焦点；2021年因嘲諷中国戍边官兵事件受到中国内地舆论谴责并被南京法院以侵害英雄烈士名誉、荣誉罪判处有期徒刑8个月。

## 人物经历
本科毕业于三江学院新闻专业，后取得南京大学法学硕士。
2008－2010年在南京日报报业集团旗下《金陵晚报》财经新闻中心担任记者。2010－2015年在三联集团旗下《经济观察报》华东新闻中心担任记者。仇子明离职后，在2015年4月注册了南京晋泰阳投资管理有限公司，在2017年3月成为江苏令行阁文化发展有限公司股东，利用微博的粉丝推荐股票与足球彩票。
2021年，因发表“歪曲卫国戍边官兵的英雄事迹，诋毁贬损卫国戍边官兵的英雄精神”的言论，被以侵害英雄烈士名誉、荣誉罪判处有期徒刑8个月。

## 相关事件

### 2010年凯恩集团事件
2010年，时任《经济观察报》记者的仇子明连续发表凯恩集团内幕报道，遭警方全国网上通缉事件。

#### 事件经过
2010年5月上旬，仇子明得到凯恩股份实际控制人王白浪涉嫌在凯恩集团改制过程中关联交易内幕的新闻线索。
2010年5月20日，凯恩集团以“有人利用网络媒体对本公司和凯恩集团有限公司进行恶意诽谤、诬陷的违法犯罪行为”为由向公司所在地浙江省丽水市遂昌县公安机关报案，公安机关予以立案侦查。
2010年6月，仇子明连续发表《凯恩股份“偷天换日”谜团》、《凯恩股份再调查：隐瞒的关联交易》、《凯恩股份改制偷天换日 证监局已展开调查》等报道。
2010年7月28日，多家媒体报道仇子明以涉嫌“损害公司商业信誉罪”被列为公安网上通缉人员，该报道获得遂昌县妙高派出所证实。7月29日，该通缉令撤销并向记者本人赔礼道歉。

#### 事件后续
该事件引发了舆论对于公权力滥用的担忧和讨论。
2010年7月31日，中华人民共和国新闻出版总署发表《支持记者进行正常合法的舆论监督》，表示新闻机构对涉及国家利益、公共利益的事件依法享有知情权、采访权、发表权、批评权、监督权，新闻机构及其派出的采编人员依法从事新闻采访活动受法律保护。
中华全国新闻工作者协会副主席范以锦认为：如果记者存在报道失实，“可以用民事纠纷去打官司”，“直接用报警这种手段来对付媒体，是极其错误的。”
中国人民大学新闻学院陈力丹教授认为这是明显的地方政权和商业利益勾结，“记者正常地行使自己的报道职责，由于触犯了利益集团，利益集团就找官方来撑腰，地方的公安机关充当它的‘家丁’”。

### 因微博信用等级低状告运营方
2013年，仇子明因信用等級低，狀告微博运营方微梦创科公司，法院駁回了仇子明的诉讼请求。原告仇子明诉称被告微博运营方微梦创科公司在公共网络空间对原告的“信用等级”进行低评价不妥，是对原告的诽谤与人格侮辱。仇子明要求微博运营方在新浪微博首页及新浪微博官方账号“微博小秘书”上公开赔礼道歉、赔偿精神损害抚慰金及律师费用。被告微梦创科公司辩称，本案涉案账号在使用过程中，涉及33次违规行为，有处理存档记录的有27次。其中，由于发布不实消息、诽谤他人而导致的处罚有2次，其余均为以言辞侮辱其他微博用户。被告认为作为微博管理者对涉案账号处罚并无不当，请求法院驳回仇子明的诉讼请求。
南京市秦淮区人民法院认为，根据控辩双方的陈述以及提交的公证材料，仇子明发布的微博信息中有辱骂他人的言词用语；微博对“辣笔小球”账号进行处罚，并无不当，且该处罚的目标明确指向为“辣笔小球”这一昵称，并非指向原告仇子明本人。法院因此驳回了原告仇子明的诉讼请求。
仇子明不服判决，向江苏省南京市中级人民法院提起上诉。2013年12月16日，仇子明在审理过程中书面申请撤回上诉。

### 微博约架事件
2014年7月22日，仇子明使用新浪微博账号“@辣笔小球”转发了一条关于某英超球队的微博，评论中对微博名为“@赵震JAMES”的《足球》记者赵震进行攻击，随后两人陷入骂战，最终决定在济南约架。济南警方进行了网上劝阻和警告，民警甚至找到了赵震所居住的宾馆，与其进行谈话进行劝阻。赵震虽表现的配合，但随后又跑出了宾馆。当天晚上9点左右，民警再次在济南东部的海尔绿城玫瑰园附近找到了赵震，终于使他放弃了赴约的打算。而事件的另一当事人仇子明虽声称人到济南，但是一直未露面。最终冲突并未发生。

### 发表涉及娱乐圈的评论
2016年，仇子明在微博上发表针对影视明星赵丽颖的相关言论。仇子明称其公开身份是模特、演员、歌手，实际经常陪公子王孙们吃喝玩乐，甚至外出旅行，从而得到不菲的小费，所以也被称作“朝阳V姐”。赵丽颖方面当时多次辟谣，称传闻太无聊。《环球人物》表示，现在只要一提起赵丽颖的黑料，“辣笔小球”的名字还总是会被人翻出来。
2018年10月4日，据香港《苹果日报》引述报道，仇子明在其微博“辣笔小球”上称，演员范冰冰在南京德基广场花200万元人民币找“神仙”算命时，被北京和南京警方从算命现场带上黑头套押走，然后再乘坐专车将范冰冰押回北京调查。还表示“范冰冰被抓了，并且她还有更大的事！”继提及赵丽颖之后再次引发网友骚动。该篇爆料微博其后被删除。

### 嘲諷中国戍边官兵事件

#### 事件经过
2021年2月19日，在《解放军报》公开2020年中印边境冲突中的中方军人死伤信息后，仇子明使用新浪微博账号“@辣笔小球”发表了疑似嘲讽中方团长、质疑中国官方公布的中国军队死伤人数的评论。仇子明先以《三国志14》中的游戏技能名称，暗示解放军团长以牺牲下属的方式活下，并反讽“反正，我们赢了”。随后，仇子明在一条微博的评论区留言，质疑中国官方公布的真实死亡人数，“牺牲的4位是为营救而立功，连去救人的都牺牲了，那肯定有没救出来的啊，说明阵亡的不仅仅只有四人”，并称“在印度方面看来，他们赢了，且代价更小”。
新浪微博先对“@辣笔小球”账号禁言一年，当日不久后封禁仇子明持有的所有微博账号。2021年2月20日，南京警方发布公告：“公安机关接群众举报，网民‘辣笔小球’在新浪微博发布恶意歪曲事实真相、诋毁贬损5名卫国戍边英雄官兵的违法言论……经审查，仇某某对博取网民关注，在微博上歪曲事实、诋毁贬损5名卫国戍边英雄官兵的违法行为供认不讳。”。仇子明已于19日晚以寻衅滋事罪被刑拘，3月1日被南京市建邺区人民检察院以涉嫌侵害英雄烈士名誉、荣誉罪批准逮捕。仇子明成为《中华人民共和国刑法修正案（十一）》实施以来，首名在涉嫌侵害英雄烈士名誉、荣誉罪名下被控的嫌疑人。同日，央視新聞播放了約1分鐘的仇子明公开道歉的畫面，仇子明在鏡頭前稱自己“喜欢用特立独行的观点和冷僻生僻的词汇描述去描述一个事情”，行為「良知泯滅」。而除了仇子明之外，另有6人因涉嫌诋毁戍边英雄被拘留。
2021年5月31日，江苏省南京市建邺区人民法院一审获有期徒刑8个月并被责令自判决生效之日起十日内通过中国大陆国内主要门户网站及中国大陆全国性媒体公开赔礼道歉。

#### 中国国内官方及民间评论
事件发生后，中国内地部分网民、认证账号、官方及媒体先后对仇子明的言行加以谴责。中国共产主义青年团中央委员会于19日在新浪微博上转发仇子明言论截图并评论“只恨官微不能骂脏话······”。中国共产党中央纪律检查委员会于20日在其网站发表题为《英雄不容诋毁》评论文章，认为仇子明的网上言论“损害英雄形象、伤害民族情感、毒害爱国之心，情理法皆不容，其必将受到应有的惩罚。”《泉州晚报》等媒体亦撰文批评仇子明并回顾其过往争议事件。
根据《刑法》第十二条所规定的“从旧兼从轻原则”，新设立的侵害英雄烈士名誉、荣誉罪的量刑幅度低于其行为时触犯的罪名的量刑幅度，变更罪名合理。
此外，有部分中国内地以外的媒体和人士对该事件的处理结果表示质疑。

#### 批评中国当局行为评论
仇子明的行为得到了部分身处中国境外人员的支持与辩解，比如身处美国的作家方舟子在Twitter上就该事件发表评论认为：“没看出他怎么诋毁英烈，最多算是诋毁了活下来的团长。”国际评论分析称中国刑法修正案在仇子明微博发出之后推出，中国当局当日即据此批捕仇子明。当今世界绝大多数国家所奉行的司法原则是不可用新法追诉被告以往的言行，以新法追诉以往，这种做法被国际社会普遍认为是司法暴政的典型表现。

## 出版作品
- 《潜伏在资本市场》 2010年[62][63]
- 《欲望之门》 2014年[64]

## 备注
1. ↑  此处的原话为：“最大的官——团长活下来了。看来这个团长个性是‘飞将+脱兔+神机+血路+强运’。在此基础上，‘外军溃不成军、抱头鼠窜’。反正，我们赢了。（下略）”在《三国志14》游戏中，武将角色具有一些个性技能，飞将指无视控制领域、无视包围；脱兔指部队撤退时无视对方控制领域；神机为角色“陆机”的技能，指范围内敌方攻防下降；血路技能指一定范围内的我方势力部队不会被俘虏；强运则指我方部队不会负伤、战死，不会被俘虏。
2. ↑  《刑法》第十二条第二款：如果当时的法律认为是犯罪的，依照本法总则第四章第八节的规定应当追诉的，按照当时的法律追究刑事责任，但是如果本法不认为是犯罪或者处刑较轻的，适用本法。
3. ↑  犯侵害英雄烈士名誉、荣誉罪处三年以下有期徒刑、拘役、管制或者剥夺政治权利；犯寻衅滋事罪处五年以下年以下有期徒刑、拘役或者管制